# Jenny Hval
Jenny Hval (Oslo, 11 de julho de 1980) é uma cantora, compositora, produtora musical e romancista norueguesa,